# Eonu yeobaweooui gobaek
Pour plus de détails, voir Fiche technique et Distribution.
Eonu yeobaweooui gobaek (어느 여배우의 고백) est un film sud-coréen de 1967 réalisé par Kim Soo-yong

## Synopsis
Un ancien acteur aide sa fille, qu'il a retrouvée, à devenir une star

## Fiche technique
- Titre original : 어느 여배우의 고백 (Eonu yeobaweooui gobaek)
- Titre anglais : Confession of an Actress
- Réalisation : Kim Soo-yong
- Scénario : Yun Seok-hun
- Musique : Jeong Yun-ju (ko)
- Photographie : Hong Dong-hyeok
- Production : Jeil Films
- Durée : 84 minutes
- Couleur : oui
- Date de sortie
  -  Corée du Sud : 9 février 1967, 2011 en DVD par les Archives du film coréen

## Distribution
- Kim Jin-kyu
- Nam Jeong-im (en)
- Han Seong
- Heo Jang-kang (en)
- Hwang Jung-seun

## Production
- Kim Soo-yong était l'un des réalisateurs les plus prolifiques des années 1960, à une époque où la production cinématographique était plutôt stakhanoviste, les films sortant constamment, sans trop d'égards pour la qualité, dans le but de respecter le quota d'importation de films étrangers, qui était à l'époque de 3 productions locales pour 1 étrangère. Certains réalisateurs parvinrent à tourner 6 à 8 films par an, mais Kim Soo-yong alla plus loin en en tournant 10 en 1967[1].

## Analyse
- « Confession of an Actress témoigne de l'industrie cinématographique de Chungmuro dans les années 1960[2] »